# Церковная деревня Сиунтио
Церковная деревня Сиунтио — агломерация из 354 жителей в Сиунтио и бывший административный центр муниципалитета после переезда в более крупный населенный пункт Сиунтио, в 1990 году было завершено текущее муниципальное здание.
Кирконкюля известен своими культурно значимыми зданиями, такими как каменная церковь Сиунтио, построенная в XV веке и посвященная апостолу Петру.